# Pseudoxandra borbensis
Pseudoxandra borbensis är en kirimojaväxtart som beskrevs av Paulus Johannes Maria Maas. Pseudoxandra borbensis ingår i släktet Pseudoxandra och familjen kirimojaväxter. Inga underarter finns listade i Catalogue of Life.